# Bandera de Laos
La bandera nacional de Laos fue adoptada el 2 de diciembre de 1975. La bandera había sido previamente utilizada por el efímero gobierno de Laos Issara (en español: Laos Libre) de 1945 a 1946, a continuación, por el Pathet Lao (en español: Tierra de Laos).
Está formada por tres bandas horizontales, la superior e inferior son de color rojo bermellón, mientras que la del medio es azul. Al centro se encuentra un disco blanco con un diámetro equivalente a 4/5 de la altura de la franja central.
El color rojo representa la sangre derramada por la independencia, el azul el río Mekong o la santidad del país. El disco blanco simboliza la luna sobre el río Mekong o también la unidad del país bajo el gobierno comunista.

## Bandera del Reino de Laos
De 1952 a 1975 hubo un sistema de gobierno monárquico, que fue derrocado en 1975. El país estaba representado por una bandera roja con un elefante tricéfalo. Sobre el elefante había un parasol blanco y el elefante estaba situado sobre un pedestal de cinco escalones. El elefante blanco era el símbolo real utilizado en el sureste de Asia, y las tres cabezas representaban los tres antiguos reinos de Vientián, Luang Prabang  y Xieng Khuang a partir de los cuales se formó Laos. El parasol blanco era igualmente un símbolo real, que encuentra sus orígenes en el monte Meru de la filosofía hinduista. El pedestal representa la ley sobre la cual reposa el país.

## Banderas históricas

Bandera de Laos (1893-1952)
Bandera del Reino de Laos (1952-1975)
Estandarte Real de Laos con el escudo en el centro

## Los tres reinos de Laos

Bandera del Reino de Vientián (1707-1828)
Bandera del Reino de Luang Prabang (1707-1893)
Bandera del Reino de Champasak (1713-1947)

## Banderas similares

Bandera de la República Socialista Soviética de Armenia
Bandera de Camboya
Bandera de Tailandia
Bandera de Belice

- Datos: Q46008
- Multimedia: National flag of Laos / Q46008